# Filozofia przyrody

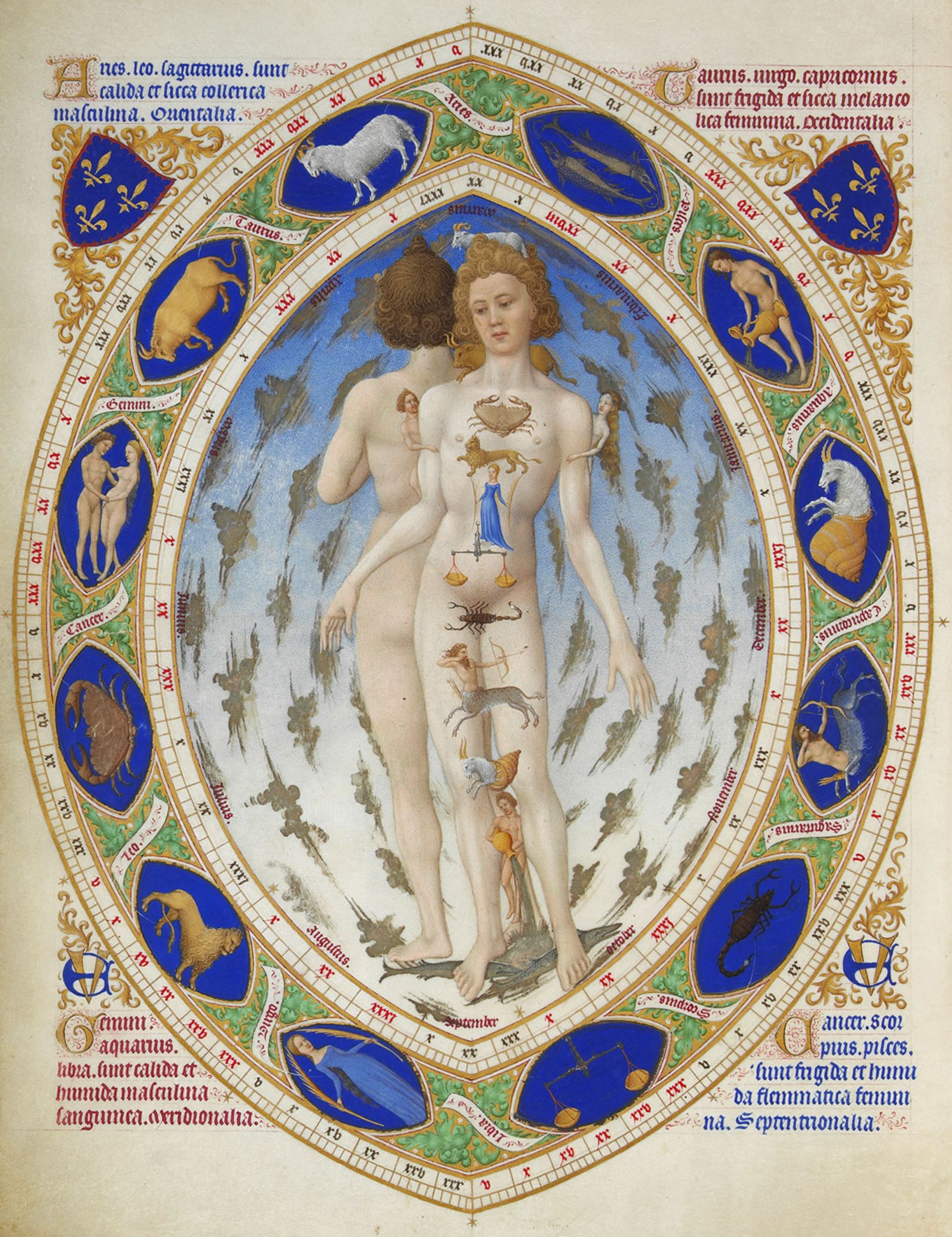
Schemat przedstawiający łączność między znakami zodiaku a częściami ciała (ilustracja z Bardzo bogatych godzinek księcia de Berry, ok. 1410)

Filozofia przyrody – dział filozofii zajmujący się refleksją nad naturą, wiedzą na jej temat oraz stosunkiem do niej człowieka .
Pojęcie przyrody (gr. φύσις, physis), pojawiło się w starożytności. Oznaczało ono wówczas między innymi:
I.
1. Naturę;
2. Początek, pochodzenie, urodzenie, adaptację;
3. Budowę fizyczną, naturalny kształt, formę przybraną w wyniku rozwoju (własność przyrodzona);
4. Postawę zewnętrzną, wygląd, wzrost;
5. Usposobienie, charakter (dot. umysłu.), siłę ducha; o zwierzętach, instynkt, popęd;

II. Przyrodę, która dzięki swej sile daje początek; naturę jako uosobienie;
III.
1. Twór, istotę (stworzenia, ród ludzki, istoty żyjące w morzu);
2. Rodzaj, rasę, gatunek (rośliny, zwierzęta);

IV. Płeć;
V. Byt samodzielny, potrafiący samemu działać.

## Filozofia przyrody a nauka i filozofia nauki
Filozofia przyrody była pierwszym obszarem rozważań filozoficznych w starożytnej Grecji . Z czasem, tematyka filozoficznoprzyrodnicza stała się tylko jednym, choć bardzo istotnym, z działów filozofii. Filozofia przyrody jest również prekursorką nowożytnej nauki, która się z niej wyodrębniła i uniezależniła.
Początkowo filozofia przyrody zajmowała się wszystkimi zagadnieniami współczesnej nauki, rozpatrywanymi jednak najczęściej metodami filozoficznymi. Filozofia, rozumiana jako umiłowanie mądrości, wiązała się z dążeniem do zrozumienia funkcjonowania wszechświata. Miała ona wtedy jednak charakter spekulatywny i brakowało w niej rozwiniętej metodologii badań i rygoryzmu obserwacji. Stopniowo jednak empiryczne badanie rzeczywistości materialnej wyodrębniało się z głównego nurtu badań filozoficznych. W XVII w. nastąpiło rozdzielenie filozofii i nauki. Jeszcze do XIX wieku wielu naukowców było jednocześnie filozofami.
Współczesna filozofia przyrody utraciła własną autonomię. Zajmuje się rozważaniami nad rzeczywistością materialną, opierając się o dorobek nauk empirycznych, uwzględniając ich metodologię i historię nauki. Podejmuje również problemy pomijane przez nauki empiryczne lub też zajmuje holistyczne stanowisko wobec człowieka i natury.
Od filozofii przyrody należy też odróżnić filozofię nauki, która za swój przedmiot bierze samą naukę, a nie przyrodę. Filozoficzna refleksja nad nauką obejmuje jej krytykę i analizę jej metod badawczych, a także badanie języka nauki.

## Zagadnienia
Zagadnienia występujące we współczesnej filozofii przyrody:
- problem elementarnych składników materii;
- natura czasu;
- natura przestrzeni;
- problemy nieskończoności czasu i przestrzeni;
- problemy prawidłowości zachodzących w przyrodzie, przyczynowości, determinizmu i indeterminizmu;
- istota życia i jego geneza;
- problem świadomości;
- problem matematyczności przyrody;
- podstawowe założenia filozoficzne nauk empirycznych[9];
- filozoficzne interpretacje teorii naukowych[10].

## Historia filozofii przyrody

### Filozofia przedsokratejska

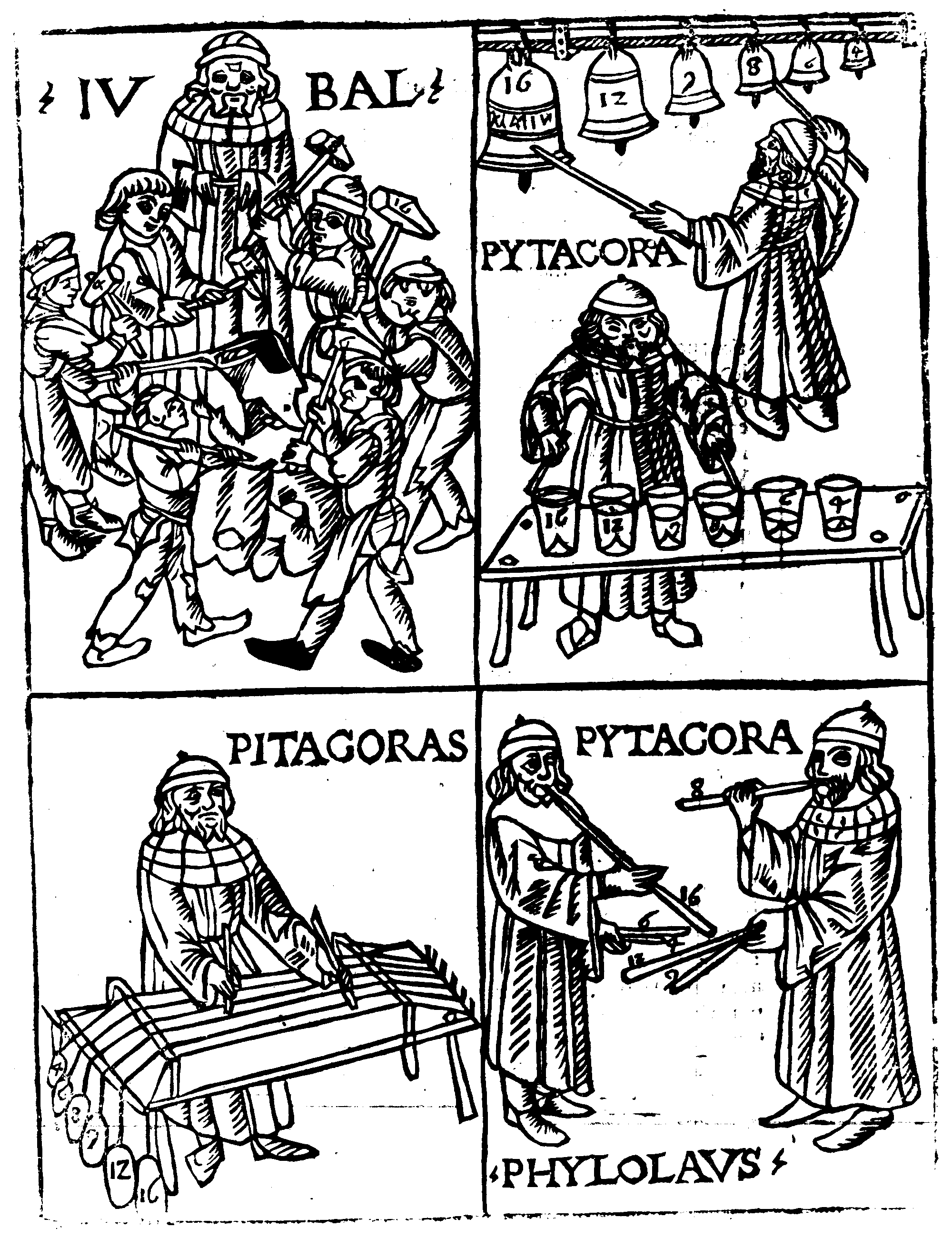
Pitagoras uznawał liczbę za podstawę rzeczywistości. Muzyka i matematyka tworzyły kosmiczną „harmonię sfer” (drzeworyt z końca XV w. n.e.)

Filozofia przyrody była głównym przedmiotem zainteresowania przedsokratejskich filozofów starożytnej Grecji (od VI do końca V w. p.n.e.), z tego powodu okres ten nazywany jest okresem naturalistycznym. Filozofowie ci podjęli pierwsze niemitologiczne, racjonalne próby wyjaśnienia natury (physis), kładąc podwaliny pod filozofię i naukę europejską. Problemy i idee postawione przez przedsokratejskich filozofów przyrody były inspiracją i istotnym punktem odniesienia dla badaczy przyrody aż do powstania nowożytnej nauki.
Pierwszą grupą filozofów byli tzw. jońscy filozofowie przyrody (m.in. Tales z Miletu, Anaksymander, Anaksymenes, Heraklit, Anaksagoras). Dążyli oni do wyjaśnienia rzeczywistości poprzez znalezienie jej najbardziej podstawowej zasady (arché), przenikającej całość rzeczywistości. Różni filozofowie w czym innym upatrywali tę podstawową zasadę: Tales w wodzie, Anaksymander w bezkresie (apeiron), Heraklit w ogniu, natomiast Anaksymenes w powietrzu. Bardzo wpływowa była filozofia Heraklita, uznającego zmianę za podstawową zasadę rządzącą rzeczywistością.
W południowej Italii Pitagoras skupił wokół siebie grono uczniów, nauczając o matematycznej strukturze rzeczywistości. Zasadą podstawową była dla nich liczba, która stanowiła element rzeczy. Dzięki temu pitagorejczycy bardzo rozwinęli badania matematyczne.
Istotne znaczenie dla starożytnej metafizyki miała też działalność eleatów. Negowali oni możliwość ruchu i wielości. Był to dla nich jedynie pozór, a prawdziwa rzeczywistość była według nich niezmienną jednością.
Ostatnią z ważnych szkół byli atomiści (Leukippos, Demokryt) głoszący materialny charakter rzeczywistości, składającej się z małych i niepodzielnych elementów nazwanych przez nich atomami. Wielu filozofów przyjmowało istnienie wielu zasad podstawowych (stanowisko pluralistyczne), lub łączyło ze sobą twierdzenia wielu szkół w niespójną całość (eklektyzm). Szczególnie wpływowa była pluralistyczna myśl Empedoklesa, twórcy koncepcji czterech elementów (żywiołów): wody, ognia, powietrza i ziemi, łącząca koncepcje Talesa, Anaksymenesa, Heraklita i Ksenofanesa. Elementy są „pierwotne i jakościowo niezmienne”. Mogą się ze sobą łączyć w sposób mechaniczny, tworząc wielość i różnorodność rzeczy we wszechświecie. Koncepcja czterech żywiołów Empedoklesa (zmodyfikowana następnie przez Arystotelesa poprzez dodanie piątego elementu: eteru), pozostała bardzo wpływowa aż do XVI w., będąc np. podstawą alchemii.

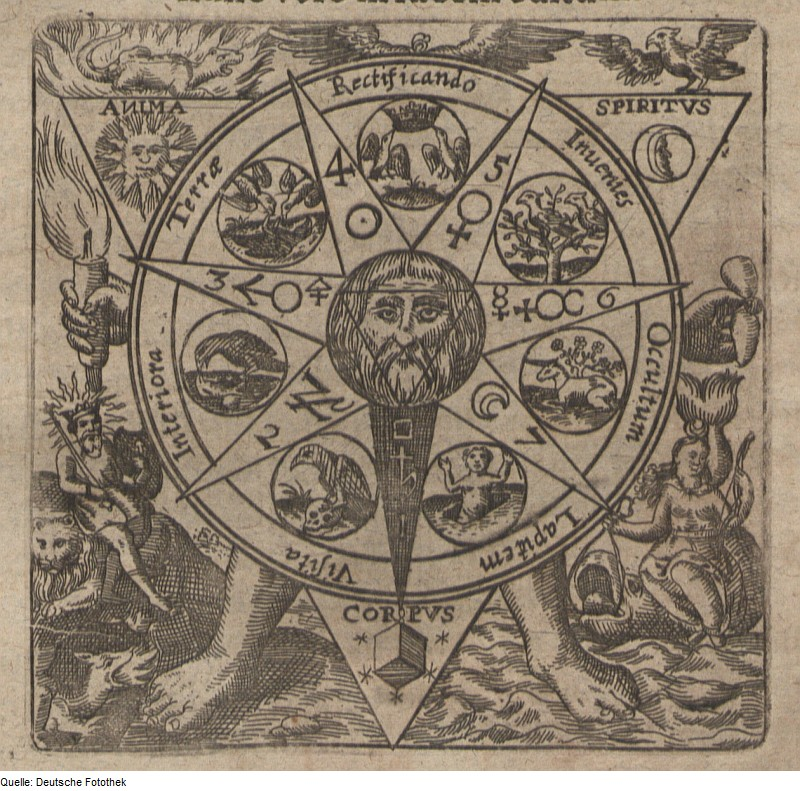
Schemat przedstawiający alchemiczny obraz świata, którego częścią są cztery żywioły (w rogach), 1678

W kolejnych pokoleniach problematyka filozoficzna uległa rozszerzeniu na inne dziedziny, a filozofia z okresu naturalistycznego przeszła w okres humanistyczny, gdy zaczęła dominować tematyka antropologiczna, etyczna i polityczna.

### Sokrates
W V w. p.n.e. pojawili się wędrowni nauczyciele retoryki i filozofii, nazywani sofistami.
Przełomowe znaczenie ma filozofia Sokratesa, który zajął się wyłącznie filozoficzną refleksją nad człowiekiem. Wskazywał, iż poznanie tajemnic rzeczywistości leży poza możliwościami człowieka. Pod wpływem Sokratesa, uznawanego za właściwego twórcę etyki, filozofia przyrody przestała być istotnym problemem filozofii.

### Platon i Arystoteles

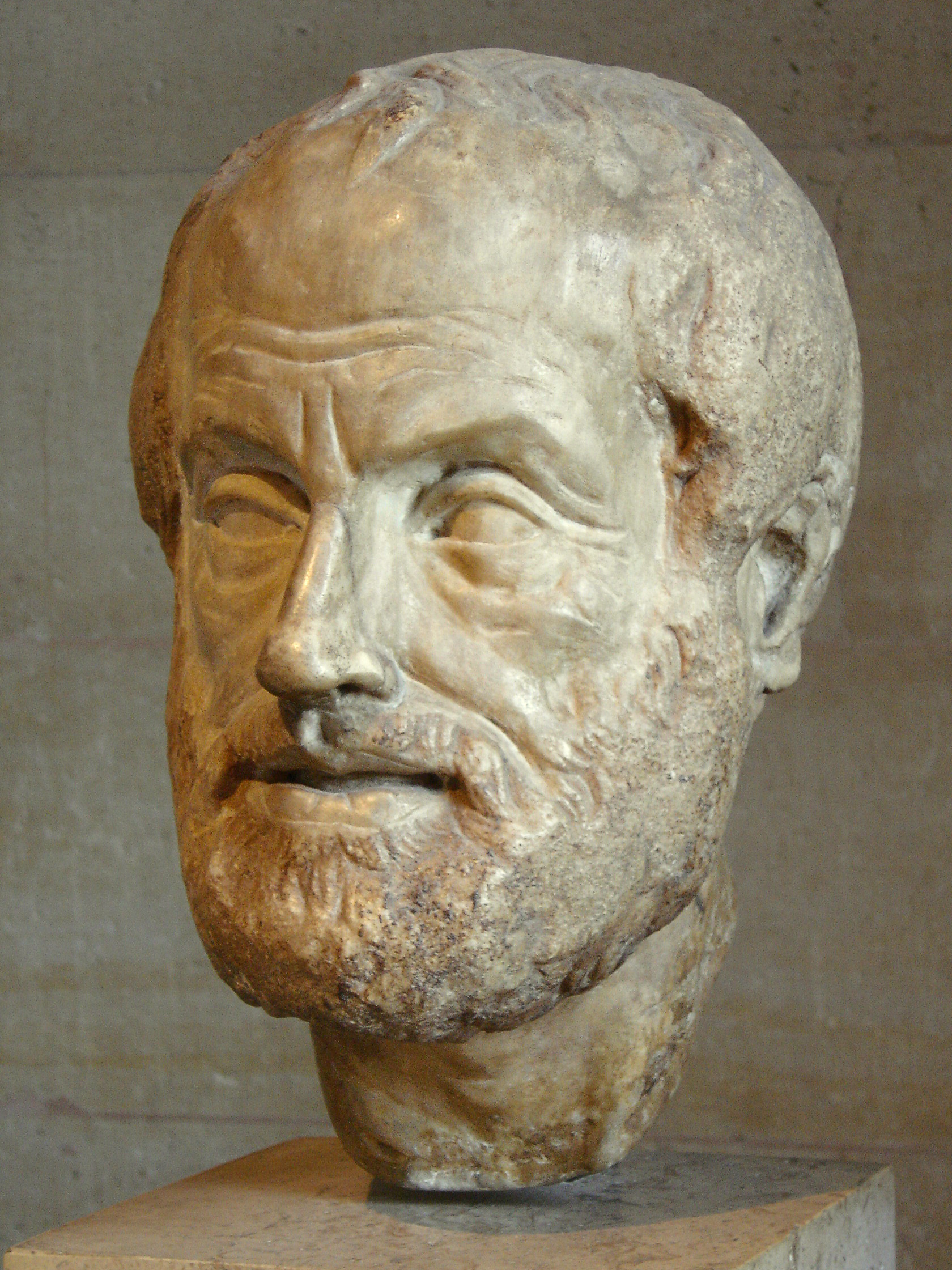
Głowa Arystotelesa (rzymska kopia z I-II w. n.e.)

Platon uważał, że przyroda działa jako organizm, charakteryzujący się celowością i rozumnością. Początkowo nie łączył jej z czymś doskonałym, ale m.in. obserwacje astronomiczne sprawiły, że odnalazł ścisły związek między ideami i naturą. We wszechświecie istnieją ciała, które kulistym kształtem i okrężną drogą poruszania, sprawiają wrażenie idealnych w swej prostocie. Dzięki temu Platon uznał, że świat musiał zostać stworzony przez pewne rozumne bóstwo. Wprowadziło ono harmonijny ład we Wszechświecie, którego elementy są odzwierciedleniem idei. Przemyślenia te, zawarte zostały w Timajosie, dialogu, który przez większą część średniowiecza był podstawowym traktatem filozoficznoprzyrodniczym. Boskim budowniczym, który został w nim opisany był Demiurg, który ze swej dobroci uczynił świat możliwie najlepszym. Wzorował się przy tym na wspomnianych już ideach

Platon opisał także swoją teorię rzeczywistości zmysłowej (materialnej), zgodnie z którą składa się ona z czterech wielościanów foremnych (nazywanych też bryłami platońskimi), którym odpowiadają cztery żywioły. (Ta liczba odpowiada członom idealnej proporcji, co umacnia stanowisko o doskonałości świata). Materia według Platona jest wieczna, podobnie jak Bóg i idee. Zatem świat nie został stworzony, lecz uformowany dzięki Demiurgowi z istniejącego już surowca. 
Arystoteles był odnowicielem starożytnej filozofii przyrody. Filozofia Arystotelesa jest złożonym systemem, mającym w zamierzeniu całościowo tłumaczyć rzeczywistość. Wypracowana przez niego pojęciowość miała ogromny wpływ na późniejszych filozofów i badaczy przyrody, aż do wieku XVI. W Corpus Aristotelicum zebrano 27 pism filozoficznoprzyrodniczych, obejmujących zagadnienia kosmologiczne, fizyczne, biologiczne i psychologiczne (dla części z nich atrybucja jest wątpliwa). Podstawowym pismem filozoficznoprzyrodniczym Stagiryty jest Fizyka. Obok szeregu obserwacji przyrodoznawczych Arystoteles formułuje również wpływowe koncepcje dotyczące ruchu i zmiany, czasu, przestrzeni, budowy materii, a także natury życia.
To Arystoteles zasadniczo ustalił rozumienie natury uwzględniając dotychczasowe określenia. W swoim dziele pt. Metafizyka, nakreślił znaczenia słowa physis. Oznacza ono przede wszystkim rodzenie i wzrastanie. Zaakcentowane jest to poprzez literę „y”, która występuje także w wyrazie phy-ein (rosnąć). Natura może zostać również zdefiniowana jako „pierwszy składnik, z którego coś rośnie”. Podobnie, może oznaczać także źródło pierwszego ruchu, czy też źródło jakiejś rzeczy, która sama z siebie nie może zmienić formy (np. naturą statuy jest brąz, z którego powstała). Substancje i formy bytów występujących w przyrodzie też można określić jako naturę. Można stwierdzić, że naturą jest substancja, która posiada źródło ruchu. W Fizyce natomiast czyni rozróżnienie między naturą, a sztuką jako sposobami powstawania. To, co powstaje na mocy natury, jest naturą, jako ciało ożywione i jego części, oraz 4 elementy proste, które mają zasadę ruchu w nich samych, jako źródle swego ruchu. Natomiast twory powstające na mocy sztuki nie posiadają w sobie źródła swego ruchu, ale jako złożone z materii i formy i podlegające zmianom – należą do natury Ruch naturalny, a nie wymuszony, jest spowodowany ową wewnętrzną siłą poruszania. Przyczyną ruchu naturalnego jest natura bytu ukonstytuowana przez jego formę. Byty, które nie podlegają ruchowi, nie posiadają natury, nie są więc bytami naturalnymi. Szczególnym miejscem ujawniania się natury są byty ożywione przez dusze. Dusza bowiem jest zasadą ruchu od wewnątrz. Byt żyjący, rozumiany jako natura, występuje już na stopniu wegetacji u roślin w postaci odżywiania, wzrastania, rozmnażania się; w wyższym stopniu u zwierząt, gdzie dusza zwierzęca jest źródłem procesów poznawczych, i poruszania się przestrzennego. Dusza ludzka natomiast, stanowiąca naturę rozumną, jest źródłem nie tylko poruszeń wegetatywnych i zmysłowych, ale też rozumnych oraz wolitywnych.

### Poarystotelejska filozofia starożytna
Po śmierci Arystotelesa to właśnie filozofia przyrody (a nie metafizyka czy etyka) stanowiła główny przedmiot zainteresowania jego uczniów. Teofrast objął po Arystotelesie kierownictwo Perypatu. Uznawany jest za ojca botaniki, która wraz z zoologią Arystotelesa stała się podstawą biologii. Następcą Teofrasta był Straton z Lampsaku; uznał on, że natura nie potrzebuje żadnego boskiego, transcendentnego elementu, jakim był u Arystotelesa pierwszy Poruszyciel, lecz, że „wystarcza sama sobie”. Cały świat (w tym dusza) zbudowany jest więc z materii.
Głównym oponentem arystotelizmu w kwestiach przyrodniczych był epikureizm, który opierał się na atomizmie. Wiązało się to z przyjęciem istnienia próżni, ciągłego ruchu atomów oraz materialności duszy. Z tej tradycji wywodzi się poemat De rerum natura Rzymianina Lukrecjusza.
W Rzymie filozofia przyrody ustąpiła miejsca problematyce etycznej i politycznej, a także (stopniowo coraz bardziej) religijnej i mistycznej. Istotnym wydarzeniem był też rozwój w II i III w. n.e. tradycji hermetycznej. Choć odrzucała ona charakterystyczny dla filozofii przyrody racjonalizm, dążąc do magicznego i mistycznego wyjaśniania zjawisk, to rozwinęły się z niej alchemia i astrologia, ważne dla powstania nowożytnych nauk.

### Żydowska, islamska i bizantyńska filozofia przyrody

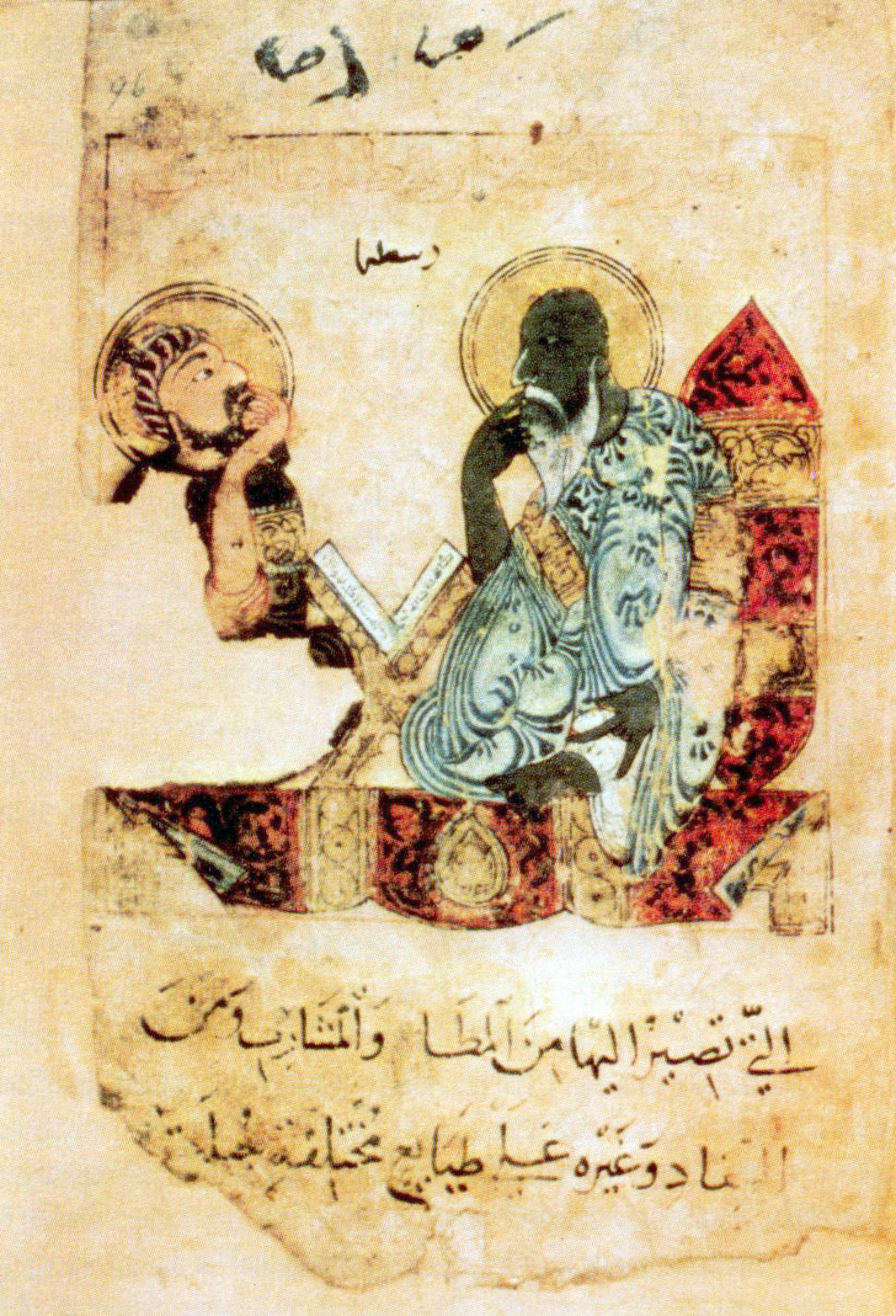
Arystoteles na ilustracji w średniowiecznym manuskrypcie arabskim

Wraz z końcem starożytności większość pism starożytnych filozofów przyrody została zapomniana. Tradycja filozofii przyrody była rozwijana przez filozofów żydowskich (np. Mojżesz Majmonides, Nachmanides), muzułmańskich (Al-Kindi, Awicenna, Awerroes) i filozofów bizantyńskich (Jan Filopon, Michał Psellos). Dzięki tym tradycjom, starożytne tradycje filozoficzne i badawcze przetrwały przez wieki i zostały ponownie przyswojone przez Zachód w XI i XII w., wpływając w silnym stopniu na średniowieczną filozofię zachodnią. Przez całe średniowiecze medycyna, kosmologia i matematyka stały w świecie islamu, w Bizancjum i wśród Żydów na znacznie wyższym poziomie niż w łacińskiej Europie.

### Średniowiecze

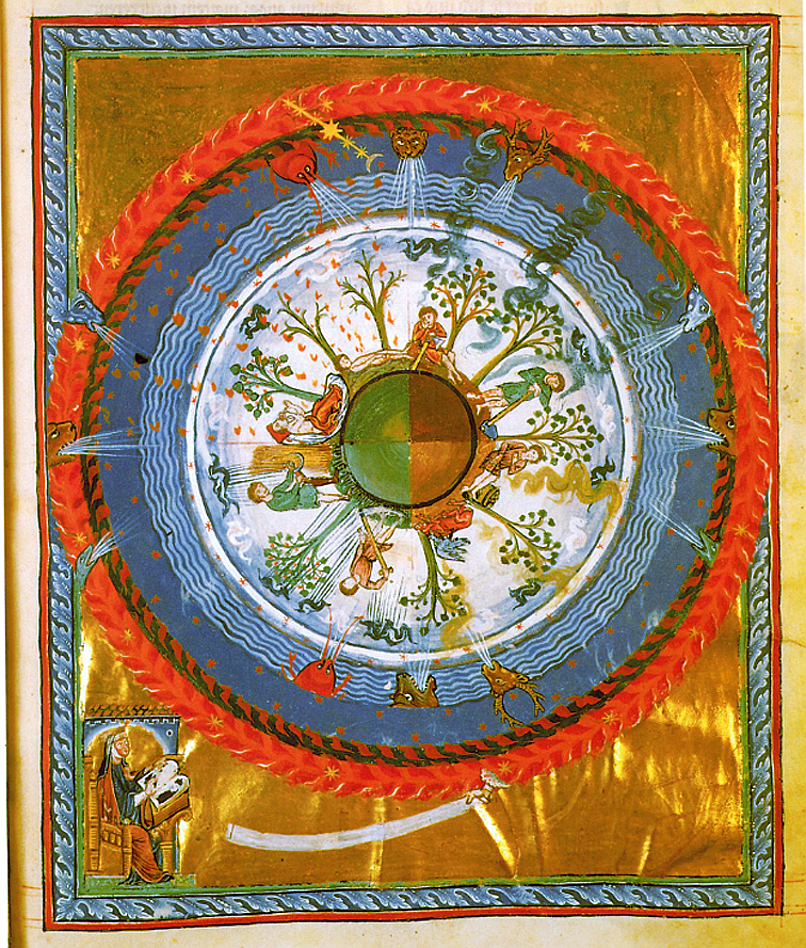
Przedstawienie Ziemi w XII-wiecznym traktacie Hildegardy z Bingen Liber Divinorum Operum

Średniowieczna philosophia naturalis była bezpośrednią kontynuacją myśli starożytnej. Początkowo była ona traktowana z podejrzliwością lub pogardą (Augustyn z Hippony wskazywał, że badanie przyrody było czczą próżnością, człowiek bowiem powinien skupić się na zbawieniu duszy). Głównym źródłem wiedzy o naturze było Pismo Święte oraz Timajos Platona. Augustyn twierdził, że podstawowym źródłem wiedzy o świecie powinna być ówczesna wiedza naukowa, głównie przejęta od neoplatoników, a w razie konfliktu pomiędzy racjonalnie wywiedzionymi z owej nauki argumentami na temat natury świata a opisem biblijnym należy przyjmować metaforyczną interpretację Biblii.
Odrodzenie XII wieku i badania nad odkrytymi pismami przyrodniczymi Arystotelesa
spowodowały intensywny rozwój filozofii przyrody. Arystoteles uznany został najwyższym autorytetem w tej dziedzinie, a jego pisma (wraz z komentarzami starożytnych arystotelików) były nie tylko źródłem wiedzy o świecie, lecz także dostarczały pojęć, za pomocą których ujmowano przyrodę, wskazywały też, jak należy filozofować oraz co jest dostępne poznaniu. Podobnie jak w innych obszarach filozofii, harmonijne połączenie myśli starożytnej z chrześcijaństwem było niemożliwe i z czasem doprowadziło do wykroczenia poza pisma antycznych autorów i rozwinięcia oryginalnych metod i rozwiązań.
Problematyka średniowiecznej filozofii przyrody była bardzo szeroka. Obejmowała zarówno wyjaśnianie zjawisk obserwowalnych empirycznie (które później stały się przedmiotem badań nauk przyrodniczych), jak i samą strukturę świata oraz jej związki z rzeczywistością pozazmysłową (a więc problematykę metafizyczną i teologiczną).
Do głównych problemów należały:
- problem struktury bytu: z czego składa się byt; jakie są jego podstawowe elementy; w jaki sposób łączą się one w złożone całości;
- problem struktury świata: jakie jest miejsce ziemi we wszechświecie; jakie jest ułożenie i charakter sfer niebieskich; czy świat jest jeden, czy też istnieje wielość światów; kosmologia (dwa modele alternatywne – arystotelejski i ptolomejski);
- problem wieczności świata i charakteru czasu;
- problem roli Boga we wszechświecie: czym jest wszechmoc Boga i jak się objawia; jak Bóg wpływa na działanie świata;
- problem ruchu i jego przyczyn;
- problem próżni (możliwość lub niemożliwość jej istnienia);
- problem relacji teologii i filozofii przyrody;

W przeszłości rozpowszechniony był pogląd, jakoby średniowieczna filozofia przyrody była czystą spekulacją religijną, pozbawioną większych wartości poznawczych. W opinii autorów renesansowych wracali oni do antycznych tradycji badawczych, porzuconych w średniowieczu. Prace współczesnych historyków nauki i filozofii (m.in. Pierre’a Duhema czy Edwarda Granta) wykazały jednak, że to ze średniowiecza bierze swój początek nowożytna nauka.
Średniowieczni filozofowie przyrody badali „zwykły bieg rzeczy”, a nie opisane w Biblii cuda. Tym samym ufundowali podstawy fizyki, astronomii, biologii i matematyki. Pomimo istotnej różnicy między nauką średniowieczną a renesansową widać też wyraźną ciągłość między nimi.
Do najważniejszych średniowiecznych filozofów przyrody zalicza się Jana Buridana, Mikołaja z Oresme, Rogera Bacona, Williama Ockhama, Błażeja (Pelacani) z Parmy czy Roberta Grosseteste. Filozofia przyrody była również charakterystyczna dla uczonych zgromadzonych wokół szkoły w Chartres (m.in. Wilhelm z Conches czy Teodoryk z Chartres).

### Renesans

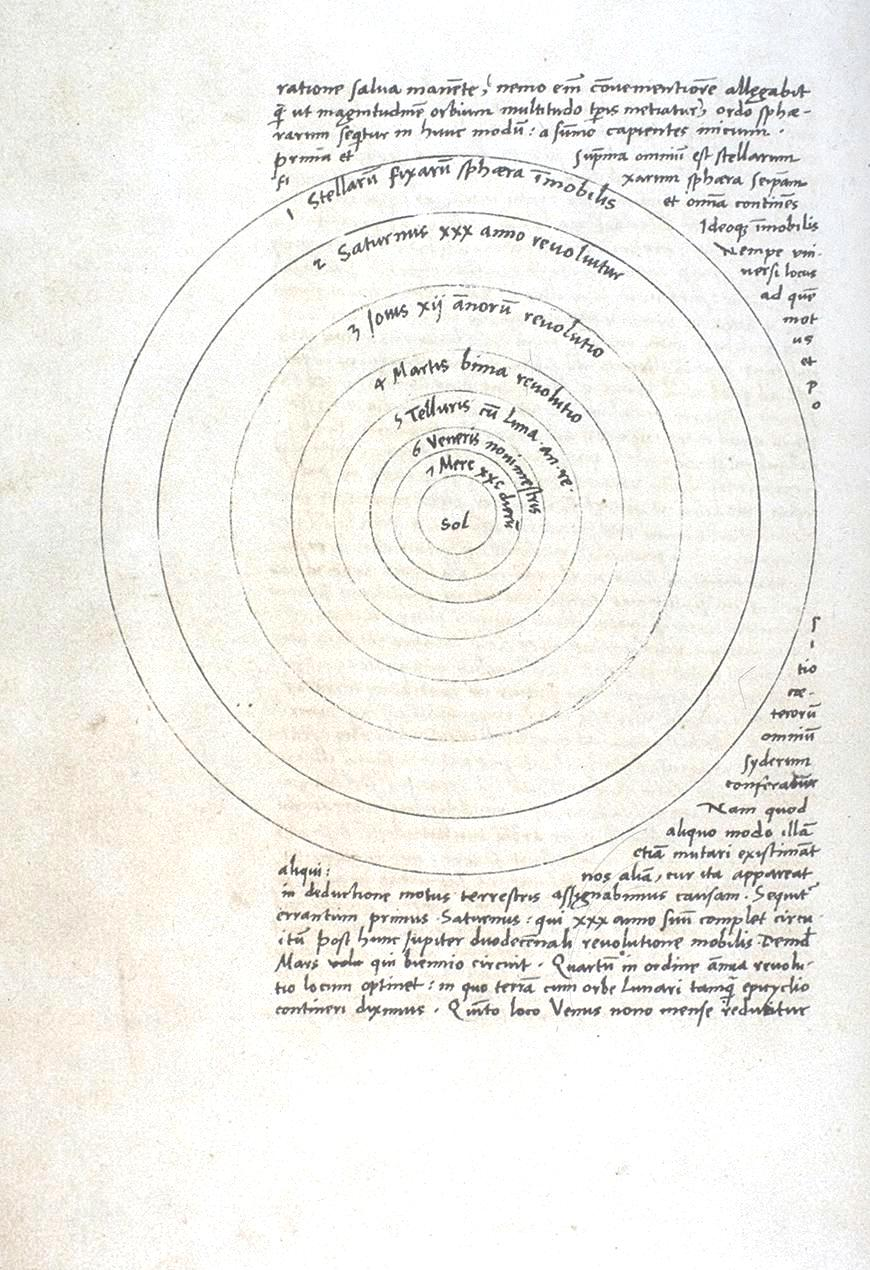
Strona z rękopisu De revolutionibus orbium coelestium Kopernika (p. 9 verso)

Rozwój filozofii przyrody był jednym z zasadniczych rysów filozofii renesansu. W dużej mierze polegała ona na krytyce arystotelizmu i poszukiwaniu nowych dróg wyjaśniania zjawisk przyrodniczych, opartych na obserwacji, eksperymencie oraz szerszym wykorzystaniu matematyki. W początkowym okresie filozofowie przyrody nastawieni byli panteistycznie, łącząc często filozofie przyrody z magią i alchemią, w okresie późniejszym metodologicznie. Renesansowa filozofia przyrody w znaczący sposób przyczyniła się do rozwoju metody naukowej i stała się podstawą do wyodrębnienia się nauki z filozofii w epoce nowożytnej.
W 1543 r. ukazało się De revolutionibus orbium coelestium Mikołaja Kopernika. Samo dzieło nie miało filozoficznego charakteru, miało jednak olbrzymie konsekwencje dla podglądów na naturę rzeczywistości, miejsce człowieka w świecie, a także stosunek do dawnych autorytetów: Biblii, Arystotelesa i Ptolemeusza. Zmiany te określa się mianem przewrotu kopernikańskiego. Odtąd stopniowo poglądy oparte na autorytecie zastępowane były przez systematyczną obserwację i eksperymenty. Proces ten prowadził niejednokrotnie do konfliktu z Kościołem katolickim. W 1633 r. przed Kongregacją Świętego Oficjum odbył się proces Galileusza, w wyniku którego został on skazany na areszt domowy za obronę teorii heliocentrycznej. W 1600 r. w Rzymie spalony został Giordano Bruno. Bruno był zwolennikiem teorii heliocentrycznej, który jako pierwszy umieścił system słoneczny w nieskończonej przestrzeni. Uważał również, że we wszechświecie istnieje wiele podobnych słonecznemu systemów. Szczególne zasługi dla ukształtowania się nowożytnej metody naukowej opartej na eksperymencie i indukcji miał Francis Bacon, uważany też za jednego z twórców empiryzmu.
Innymi wybitnymi filozofami przyrody byli Bernardino Telesio, Francesco Patrizi i Tommaso Campanella.

### Wczesna nowożytność

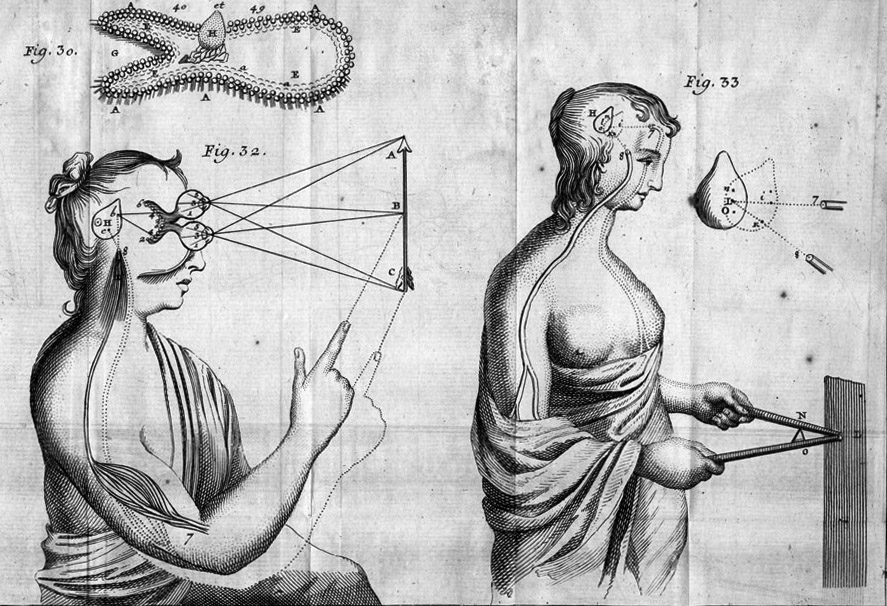
Kartezjusz opisywał rzeczywistość jako składającą się z dwóch substancji: materialnej i duchowej. Łączyły się one poprzez szyszynkę

Już w okresie renesansu narastała opozycja wobec arystotelejskiej filozofii przyrody. Zaczęto ją postrzegać jako przeszkodę w wyjaśnianiu świata i szukać nowych, stabilnych podstaw nauki. Szczególne zasługi w obaleniu arystotelizmu w przyrodoznawstwie oraz stworzenia nowego obrazu świata położyli Mikołaj Kopernik, Galileusz, Johannes Kepler, Francis Bacon i Kartezjusz. Renesans był epoką przejściową, a filozofowie przyrody należeli już właściwie do epoki nowożytnej. Galileusz czy Bacon byli już badaczami nowego rodzaju, skupionymi na badaniach empirycznych. Rozwój matematyki (np. rachunek różniczkowy i całkowy wynaleziony równolegle przez Newtona i Leibniza) spowodował sformułowanie poglądu, że jest ona najlepszym językiem opisu świata. Jakościowe różnice zostają zredukowane do różnic ilościowych, wyrażalnych matematycznie i mierzalnych empirycznie.
Rosnąca specjalizacja doprowadziła do wyodrębnienia się nauki w nowożytnym sensie. Jeszcze w XVII w. terminy nauka i filozofia były używane zamiennie, na oznaczenie pewnego uporządkowanego korpusu wiedzy. W tym samym stuleciu pojawiły się jednak dzieła, które miały charakter naukowy już w nowożytnym sensie: oparte były na systematycznej obserwacji empirycznej (w tym eksperymentach) oraz na obliczeniach matematycznych, a ich celem było poznanie struktury rzeczywistości fizycznej i rządzących nią praw. W 1665 zaczęło się ukazywać Philosophical Transactions of the Royal Society – pierwsze czasopismo naukowe. Dziełem przełomowym była opublikowana w 1687 r. praca Philosophiae naturalis principia mathematica (Matematyczne zasady filozofii przyrody) Isaaca Newtona, która (choć w tytule nadal używała pojęcia filozofia przyrody) postawiła wyraźne kryterium demarkacji między nową nauką a filozofią, w oparciu o metodę badawczą.
Przez całą epokę nowożytną filozofia i nauka pozostawały blisko związane, jednak z czasem rozdźwięk między nimi się powiększał. Najwybitniejsi filozofowie wczesnonowożytni byli jednocześnie wybitnymi naukowcami: Kartezjusz i Leibniz zajmowali się mechaniką, optyką i fizjologią. Matematyką i optyką zajmował się również Thomas Hobbes. Pierre Gassendi dokonał odkryć w zakresie astronomii i mechaniki, natomiast Blaise Pascal był matematykiem oraz prowadził badania hydromechaniczne oraz nad problemem próżni.
Stanowiskiem przeciwstawianym arystotelizmowi był mechanicyzm, rozwinięty przez Galileusza, Thomasa Hobbesa i Pierre’a Gassendiego. Przeczył on istnieniu przyczyn celowych w przyrodzie i wskazywał, że wszystkie zdarzenia można wyjaśnić jako ruch, zmiany jakościowe i ilościowe cząstek materialnych, opisywane terminami matematycznymi. Mechanicyzm rozwinął się początkowo na obszarze kosmologii, a następnie został odniesiony do innych dyscyplin.
Wyjątkową rolę przypisuje się Kartezjuszowi, który często określany jest jako ojciec filozofii nowożytnej. Istotnym elementem wywodzącym się od jego kartezjanizmu był dualizm psychofizyczny, czyli pogląd, zgodnie z którym rzeczywistość fizyczna i rzeczywistość umysłowa są dwiema odrębnymi substancjami. Rzeczywistość fizyczna zbudowana jest z materii rozciągłej w trójwymiarowej przestrzeni, ma charakter mechanicystyczny i jest badana przez nauki przyrodnicze. Rzeczywistość umysłowa złożona jest z myśli i świadomości i jest obszarem wolności. Problem relacji rzeczywistości fizycznej (ciała) i umysłu (zwany problemem psychofizycznym) pozostaje do dzisiaj jednym z istotniejszych problemów filozofii i nauki.
Kartezjanizm i newtonizm w wielu miejscach były niezgodne, a spory pomiędzy ich zwolennikami toczyły się jeszcze w drugiej połowie XVIII w. Obok takich kwestii jak rola Boga, kształt Ziemi czy funkcjonowanie istot żywych, nałożyły się na to również kwestie narodowej dumy Francuzów i Anglików. Newtonizm okazał się słuszny w wielu szczegółowych kwestiach, natomiast Kartezjusz w większym stopniu przyczynił się do ukształtowania ducha nowej nauki. Kartezjanizm oddzielił się od religijnych rozważań Kartezjusza, oferując czysto świecki obraz świata. Tym samym w większym stopniu odpowiadał materialistycznej, oświeceniowej nauce niż mocno zakorzeniony w teologii newtonizm.
Spośród XVII-wiecznych filozofów przyrody ważną rolę odegrał również panteistyczny system Barucha Spinozy, który znaturalizował teologię, utożsamiając Boga ze wszystkim, co istnieje (z mechanicystycznie pojmowaną przyrodą).

### Oświecenie

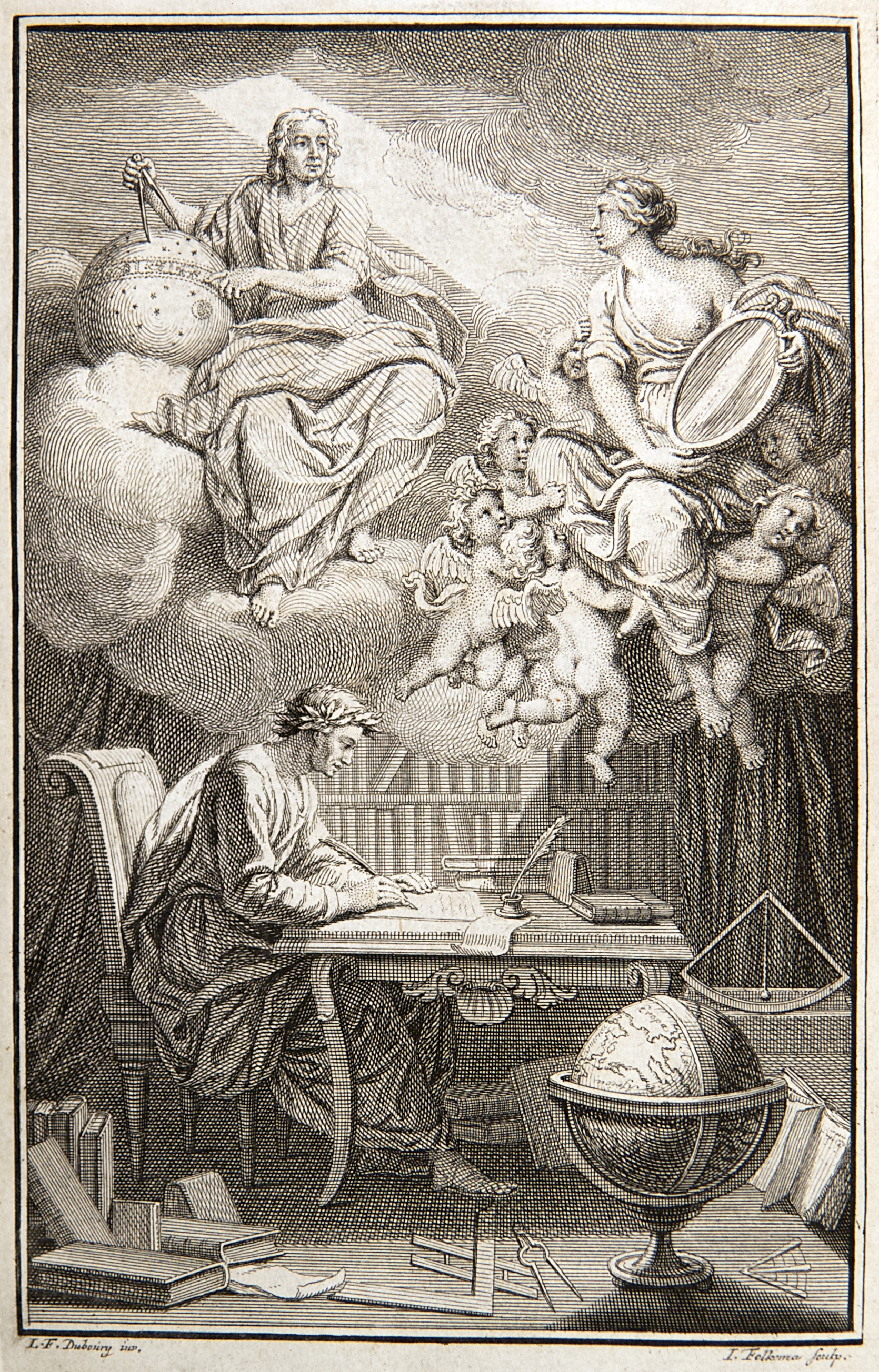
Karta tytułowa Elementów filozofii Newtona Woltera. Newton zsyła na francuskiego filozofa niebiańską światłość. Lustro w którym odbija się światło trzyma muza, reprezentująca Émilie du Châtelet, przyjaciółkę Woltera i wybitną przedstawicielkę newtonizmu.

Oświeceniowi filozofowie byli pod ogromnym wrażeniem rozwoju nauk przyrodniczych (wobec których wciąż używano nazwy filozofia przyrody). Wielu z oświeceniowych filozofów (m.in. Jean le Rond d’Alembert, Georg Christoph Lichtenberg, Benjamin Franklin) zyskało rozgłos dzięki swoim osiągnięciom w naukach empirycznych, a następnie zajęło się rozważaniami na tematy społeczne i polityczne. Nauka miała być motorem postępu społecznego, zwalczając zabobon i przesądy i przyczyniając się do stworzenia nowych, bardziej egalitarnych form życia społecznego. Częścią tego miało być zrzucenie dawnych autorytetów: arystokracji, Kościoła i Arystotelesa. Najbardziej znanym projektem tego typu była Encyclopédie.
Szczególny rozkwit filozofii przyrody (i radykalizacja jej stanowisk) nastąpił w przedrewolucyjnej Francji. Radykalny materializm wiązał się z ateizmem, stając się istotną ideologią polityczną. W Anglii materializm był mniej radykalny i był łączony z teizmem (Joseph Priestley). Materialiści zaprzeczali istnieniu rzeczywistości duchowej. Idąc za kartezjanizmem postrzegali całą rzeczywistość, wraz z istotami żywymi, na podobieństwo mechanizmu. Najbardziej znaczącymi materialistami byli Julien Offray de La Mettrie, Denis Diderot, Paul d’Holbach oraz Joseph Priestley. Diderot i d’Holbach byli czołowymi encyklopedystami, co w znacznym stopniu wpłynęło na profil Encyclopédie.
David Hume w Anglii starał się odnieść „metodę eksperymentalną” do analizy moralności. W Niemczech Immanuel Kant w Krytyce czystego rozumu i innych pracach szczegółowych starał się ugruntować przyrodoznawstwo na mocnych podstawach epistemologicznych.
Nie wszyscy filozofowie podzielali jednak fascynację naukami empirycznymi, co stało się źródłem alternatywnej wobec nich filozofii przyrody. Szczególnie wpływowe były pisma Jean-Jacques’a Rousseau. Oceniał on negatywnie postęp nauk, uważając, że prowadzą do degeneracji człowieka. Idealizował z kolei stan natury, czyli pierwotny stan, w którym ludzie żyli ze sobą i z naturą w harmonii. Johann Wolfgang von Goethe, choć nie odrzucał nauki jako takiej, poprzez swoją krytykę newtonizmu (szczególnie konkurencyjna teoria światła) i przedkładanie metafory organicznej nad mechaniczną, przyczynił się do powstania w kolejnej epoce idealistycznej Naturphilosophie

### XIX wiek

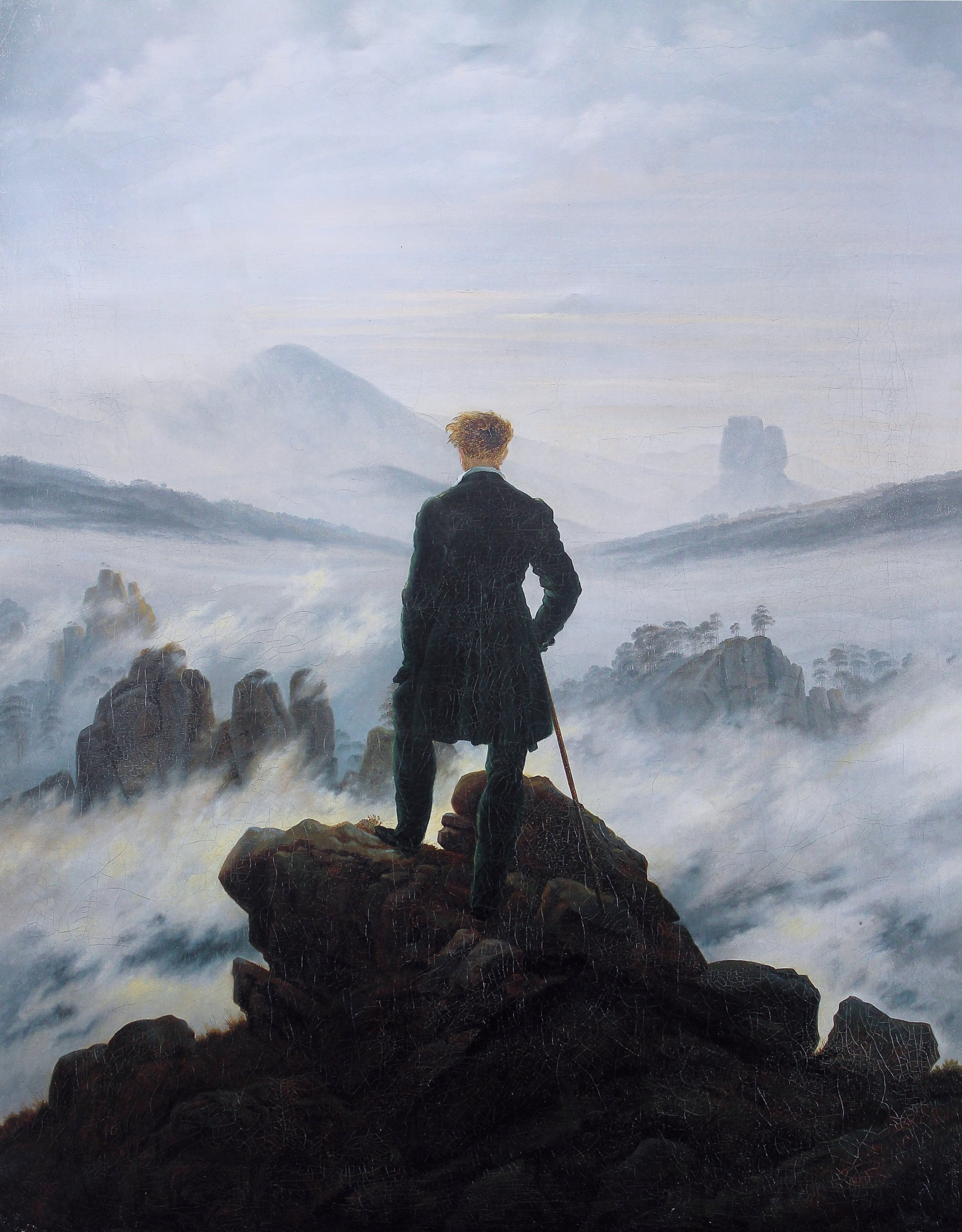
Romantyzm niósł ze sobą nowy obraz natury, będącej odbiciem tajemniczego i burzliwego życia duchowego (Caspar David Friedrich, Wędrowiec nad morzem mgły, 1818)

Pod koniec XVIII w., częściowo pod wpływem pism Rousseau i Goethego, a częściowo w reakcji na rewolucję francuską, zaczęła narastać opozycja wobec filozofii oświecenia i nowożytnego przyrodoznawstwa, która rozwinięta została w romantyzmie. W jej konserwatywnej postaci (Joseph de Maistre) wiązała się z całościowym odrzuceniem myśli nowożytnej i dążeniem do powrotu do teocentrycznego obrazu świata. W Anglii, w której widoczne stały się konsekwencje rewolucji przemysłowej, krytyka nauki i techniki przyjmowała formy literackie (Mary Shelley, William Blake). Angielscy i niemieccy romantycy wskazywali, że mechanicystyczna, materialistyczna nauka pojmuje naturę w zbyt wąski sposób, proponując bardziej holistyczne, organicystyczne czy wręcz mistyczne podejście. Najbardziej radykalnym nurtem takiej filozofii przyrody była niemiecka Naturphilosophie.
W 1797 r. Friedrich Wilhelm Joseph von Schelling wydał pracę Ideen zu einer Philosophie der Natur, która stała się podstawą niemieckiej tradycji filozofii przyrody (Naturphilosophie), łączącej osiągnięcia nauk przyrodniczych z ideami romantycznymi. Jej rozwój przypada na dwie pierwsze dekady XIX wieku, a obok Niemiec zdobyła wpływy również w krajach skandynawskich. Obok Schellinga, jej czołowym przedstawicielem był Lorenz Oken. Nurt ten sprzeciwiał się materialistycznemu ujmowaniu natury, proponując ujęcie holistyczne i spirytualistyczne. U podstaw natury leżą niematerialne, transcendentne siły. Niemieccy filozofowie ożywili również starożytną tradycję witalistyczną, uznając materię ożywioną za bardziej fundamentalną od materii nieożywionej i stosując do niej modele biologicznego rozwoju. Niemiecka filozofia przyrody była krytykowana przez empirycznie nastawionych badaczy, uznających ją za przeszkodę do rozwoju nauki. Zdarzało się jednak, że przyczyniała się do pojedynczych odkryć (np. ultrafioletu przez Johanna Wilhelma Rittera). Krytyczna wobec tej tradycji była twórczość Hegla, który stworzył odrębną idealistyczną koncepcję przyrody, włączoną w jego wielki system filozoficzny.
W roku 1859 ukazała się praca O powstawaniu gatunków Karola Darwina, zawierająca jego teorię ewolucji i otwierającą nowy rozdział w naukach biologicznych. Praca ta, niemająca filozoficznego charakteru, miała jednak ogromne konsekwencje dla nowoczesnej mentalności i zaowocowała wieloma pracami opierającymi się na niej lub wobec niej krytycznymi.
Jedną z konsekwencji upowszechnienia się ewolucjonizmu w naukach przyrodniczych stało się wyciąganie z niego konsekwencji filozoficznych, przy czym w ewolucjonizmie filozoficznym czasem pojawiają się echa zdezaktualizowanych wcześniej w biologii teorii. Przykładem jest élan vital, czyli siła życiowa, która ma napędzać ewolucję w filozofii Henriego Bergsona, będąca pojęciem zaczerpniętym z witalizmu. W jego wizji filozoficznej tzw. ewolucja twórcza sprawia, że pierwotna inwencja, startując z pojedynczego punktu, rozwija się w różne odgałęzienia, które osiągają doskonałość rozwiązań instynktownych u owadów i inteligentnych u kręgowców, a także mają być podstawową siłą zmieniającą świat. Również wizja Pierre’a Teilharda de Chardin obejmowała ewolucję biologiczną, która jego zdaniem odpowiada ruchowi wykraczającemu poza znany świat fizyczny. Podobnie twierdzenie, że ewolucja Wszechświata dąży do konkretnego celu pojawia się u niektórych współczesnych fizyków teoretycznych, np. u Johna Barrowa i Franka Tiplera, którzy rozwinęli koncepcję zasady antropicznej.
Innym kierunkiem wywiedzionym z ewolucjonizmu biologicznego stał się nurt światopoglądowy określany jako biologizm. Sformułowanie teorii ewolucji i odkrycie jej mechanizmów przez niektórych ewolucjonistów było wykorzystywane jako argument na rzecz monizmu materialistycznego. Taką postawę przyjął Ernst Haeckel, a jego argumenty zostały następnie podjęte przez Engelsa.
Rozwijający się w drugiej połowie XIX w. marksizm, był przede wszystkim filozofią społeczno-polityczną. Jego twórcy, Karol Marks i Fryderyk Engels uznawali jednak, że materializm dialektyczny, na którym się opierał marksizm, można odnieść również do rozwoju przyrody. Tym samym nauki przyrodnicze i społeczne znalazłyby jedność metodologiczną w prawach dialektyki. Głównymi pracami na ten temat były: Anti-Dühring (1878) i niedokończona Dialektyka przyrody (1883). Koncepcja ta początkowo została przyjęta przez II Międzynarodówkę, z czasem jednak spotkała się z krytyką i odrzuceniem. Wyjątkiem były kraje bloku wschodniego (szczególnie Związek Radziecki), w których stała się ona częścią oficjalnej doktryny naukowej.

### Współczesność

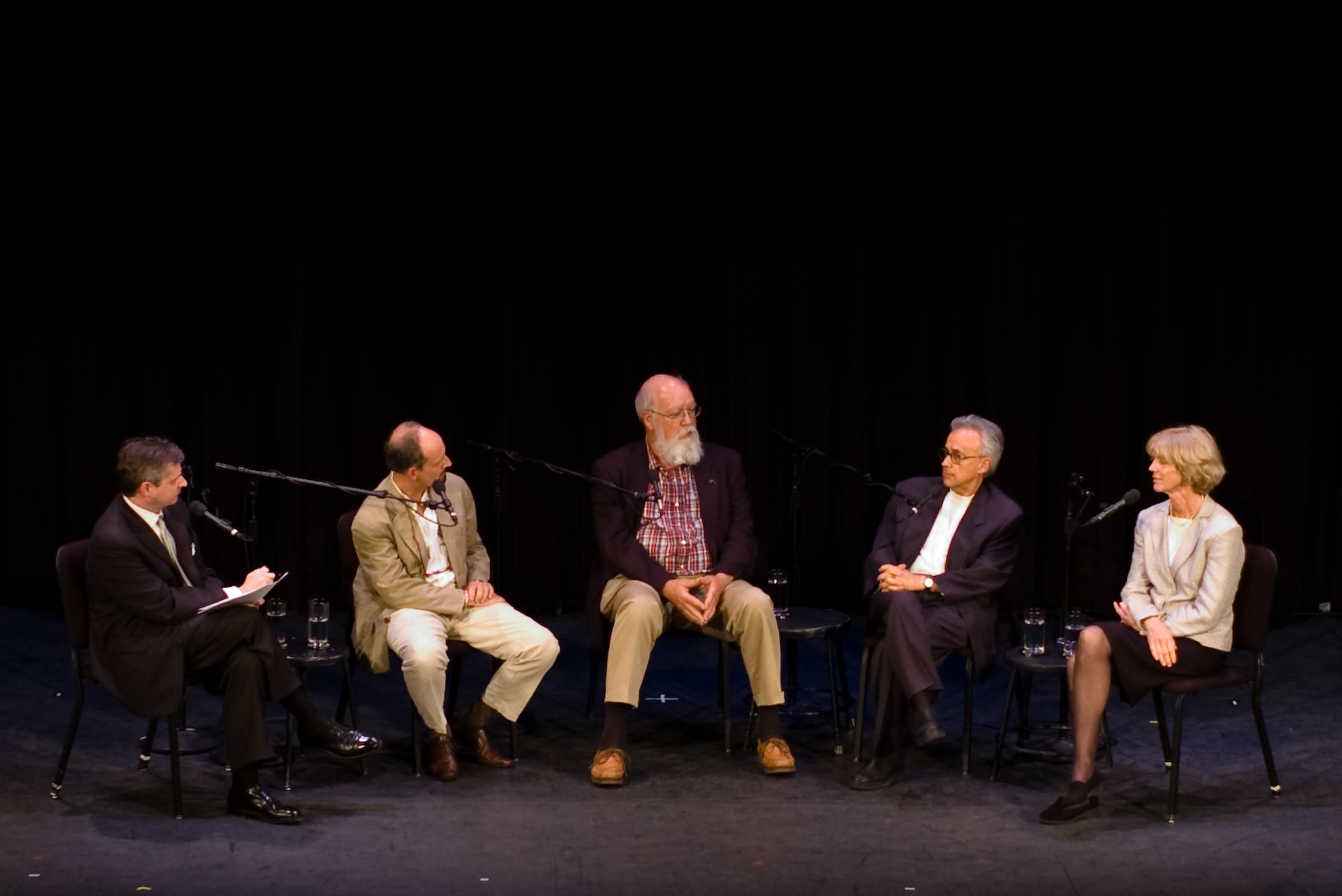
Dyskusja nad podstawami moralności, od lewej siedzą:Jon Meacham (moderator), Marc Hauser (biologia ewolucyjna), Daniel Dennett (filozofia biologii i umysłu), António Damásio (neurologia behawioralna), Patricia Churchland (neurofilozofia), 2008

Rozwój nauk ścisłych i przyrodniczych doprowadził do zmierzchu filozofii przyrody, nie rozwiązał jednak wielu podstawowych problemów, podejmowanych dawniej przez filozofów. Z tego powodu, w XX wieku ukształtowała się nowa dyscyplina – filozofia nauki, umieszczająca w centrum zainteresowania nauki empiryczne i ich osiągnięcia. Jej obszar tematyczny obejmował w dużej mierze problematykę dawnej filozofii przyrody. Część filozofii nauki zajmuje się jednak odmiennymi tematami, np. etyką nauki, czy filozofią nauk społecznych.
Filozofia nauki podzielona jest na szereg subdyscyplin, w zależności od obszaru zainteresowania. Obok ogólnej filozofii nauki (zajmującej się ogólną metodologią nauk), najbardziej rozwinięte są filozofia fizyki i filozofia biologii. W ostatnich latach rozwija się również neurofilozofia, łącząca tradycyjną problematykę filozofii umysłu z osiągnięciami neuronauk.
Filozofia fizyki, oprócz badania założeń, podstaw i pojęciowości fizyki, zajmuje się m.in. naturą praw fizycznych, naturą czasu, filozoficznymi (epistemologicznymi i ontologicznymi) konsekwencjami teorii fizycznych (np. teorii kwantowej), determinizmem. Filozofia biologii, oprócz zajmowania się samymi naukami biologicznymi, zajmuje się naturą życia, oraz podstawowymi problemami, założeniami i konsekwencjami ewolucjonizmu i problemami genetyki.
Niektórzy filozofowie (np. Michał Heller i Evandro Agazzi), postulują również powstanie nowej filozofii przyrody, nie zajmującej się jedynie nauką, ale funkcjonującej w ścisłej z nią łączności.
Obok filozofii nauki, istnieją również inne nurty, które bywają określane jako kontynuujące tradycję filozofii przyrody. Nurty te starają się ujmować przyrodę w szerszym, holistycznym aspekcie, aniżeli robią to nauki przyrodnicze. Należą do nich np. hipoteza Gai Jamesa Lovelocka i Lynn Margulis, ekofilozofia, nurty spirytualistyczne wywodzące się od Gurdżijewa i Rudolfa Steinera. Nazwę tę przyjmują często również luźno związane z nimi nurty ruchu New Age, czasami nie związane w ogóle z filozofią, a także ruch ekologiczny . Współcześnie również rozwijane są tezy teistycznego ewolucjonizmu, który łączy biologiczne mechanizmy zmian w organizmach żywych z filozoficznym pojęciem Creatio ex nihilo. W ujęciach tych Stwórca nie wytwarza nowych bytów i nie poprawia ich co jakiś czas, ale samo jego istnienie nadaje istnienie stworzeniom. W ten sposób ewolucja Wszechświata, czy ewolucja biologiczna, jest według nich elementem aktu stworzenia i nie są potrzebne nadzwyczajne ingerencje istot boskich.